# Vernon Reed
Vernon Herbert Reed (7 de maio de 1871 - 26 de maio de 1963) foi um membro do partido liberal e a partir de 1912 um membro do Parlamento reformista na Nova Zelândia. Mais tarde, foi membro do Conselho Legislativo.

## Vida
Reed era o filho mais novo de George McCullagh Reed, proprietário de jornal, e Jessie Chalmers Reed. Ele nasceu em Auckland, para onde seu pai havia se mudado por volta de 1870 depois de vários anos em Queensland, Austrália.